# Choristoneura palladinoi
Choristoneura palladinoi es una especie de polilla del género Choristoneura, tribu Archipini, subfamilia Tortricinae. Fue descrita científicamente por Razowski & Trematerra en 2010.

## Distribución
Se distribuye por África: Etiopía.